# باريس تورز 1920
باريس تورز 1920 هو سباق دراجات هوائية، وهو الموسم رقم 15 من باريس تورز، وأقيم في 1920.
فاز بالمركز الأول أوجين كريستوف، وبالمركز الثاني أونوريه بارتيليمي، وبالمركز الثالث Albert Dejonghe ‏.

## الفائزون
| الترتيب | الفائز            |
| ------- | ----------------- |
| الفائز  | أوجين كريستوف     |
| الثاني  | أونوريه بارتيليمي |
| الثالث  | Albert Dejonghe ‏  |